# Nicolas le Studite
 (septembre 2008).
Si vous disposez d'ouvrages ou d'articles de référence ou si vous connaissez des sites web de qualité traitant du thème abordé ici, merci de compléter l'article en donnant les références utiles à sa vérifiabilité et en les liant à la section « Notes et références ».

Nicolas le Studite, en tant qu'abbé du monastère de Stoudion et défenseur de la foi chrétienne, incarne la résistance spirituelle face aux persécutions de la deuxième vague iconoclaste, mais aussi la dévotion exemplaire au sein de la tradition orthodoxe. Sa persévérance et ses efforts dans le monachisme byzantin et sa défense des icônes ont permis à l'Église de préserver une riche tradition artistique et spirituelle encore pratiquée aujourd’hui, influençant directement le christianisme oriental. À travers sa vie, Nicolas le Studite illustre l’interaction entre la foi, la culture et la politique dans l'Empire byzantin, servant ainsi de modèle de piété et d'endurance pour les chrétiens d'Orient.

## Biographie
Nicolas le Studite (°793 - +868) est une figure importante du christianisme byzantin, reconnu pour son dévouement à la vie monastique et son rôle dans les débats théologiques de son époque. Il était un moine du monastère des Acémètes à Constantinople avant de rejoindre la communauté du monastère de Stoudion, qui devint un centre spirituel majeur grâce à l'influence de figures comme Saint Théodore Studite. Nicolas se distingue par son engagement religieux et sa défense de la vénération des icônes, surtout lors de la deuxième crise iconoclaste (813-843). En tant que « Confesseur », un titre accordé à ceux qui endurèrent persécutions et exil pour leur foi sans avoir subi le martyre, c'est un saint chrétien fêté localement le 4 février.

## Jeunesse et Formation
Né en 793, Nicolas grandit dans une période de transition pour l’Empire byzantin, celle-ci étant causée par l’émergence du monachisme qui devenait un fondement spirituel important. Dès son jeune âge, Nicolas rejoint le monastère de Stoudion sous la direction de Saint Théodore Studite. Ce monastère, l’un des principaux centres spirituels et intellectuels de Byzance, devint un lieu de rigueur spirituelle, influencé par les pratiques ascétiques telles que le jeûne strict, la prière constante et la méditation, ainsi que par la vie cénobitique, où les moines vivaient en communauté, partageant travail et prière dans un cadre discipliné.
Nicolas étant donc reconnu pour sa rigueur académique et sa formation spirituelle, le monastère de Stoudion hérita ainsi d’une réputation pour ses normes élevées d'éducation religieuse. Les moines s'initiaient à la théologie, à la liturgie, et à la discipline monastique. Selon des historiens de l’époque, il était dit que le Stoudion était un « phare de lumière intellectuelle » où la connaissance de la foi était cultivée. Cette ambiance intellectuelle et spirituelle a façonné Nicolas, qui devint rapidement un meneur respecté.
Sa communauté du Stoudion fut pourtant exilée durant la deuxième persécution iconoclaste (813–843), mouvement qui déchira l’empire pendant près de 30 ans. L’iconoclasme était une période où la vénération des icônes était proscrite, opposant ceux qui prônaient leur destruction aux défenseurs des icônes. Les nombreux moines de Stoudion restant furent emprisonnés.

## Le Contexte de l'Iconoclasme
L'iconoclasme, qui émerge sous Léon III l’Isaurien, s’étend sur deux périodes dans l'Empire byzantin (726-787 et 813-843). Ce mouvement théologique et politique cherchait à interdire le culte des images saintes, considérées comme une forme d'idolâtrie. Les iconoclastes estimaient que la vénération des icônes allait à l’encontre du deuxième commandement interdisant les images taillées. En revanche, les défenseurs des icônes, comme Nicolas et Théodore Studite, soutenaient que les icônes étaient une expression visible de la foi invisible. Cette épreuve renforça leur détermination à préserver la vénération des icônes du monastère, qui devint un bastion de la défense des icônes.
Pour les orthodoxes, les icônes sont bien plus que de simples représentations artistiques ; elles sont des moyens sacrés d'entrer en contact avec le divin et de participer à l'héritage des apôtres. Nicolas, en particulier, a articulé cette défense avec passion dans l’une de ses lettres, où il écrit que "les icônes sont des fenêtres sur le royaume céleste, nous permettant d'apercevoir la gloire de Dieu".

## Carrière Monastique et Rôle d’Abbé
Nicolas gravit les échelons de la hiérarchie monastique et devient abbé du monastère de Stoudion. Au sein de son nouveau poste, il poursuivit l’œuvre de réforme monastique entreprise par Saint Théodore et promeut un retour aux pratiques cénobitiques, inspiré par Saint Basile et les Pères du désert. De ce fait, il mit en place des règles strictes de discipline spirituelle et d'étude scripturaire. Selon les sources monastiques de Saint Théodore et Saint Nicolas, l’organisation au monastère de Stoudion, basée sur la prière, le travail manuel, l’ascétisme et l’obéissance, devait servir de modèle de cénobitisme exemplaire à d’autres monastères byzantins, attirant des moines de tout l’empire.
Nicolas avait une vision claire de l'éducation monastique. Selon lui, l'enseignement et l'écriture sont les moyens par lesquels les moines transmettent leur foi et leur culture. Cette conviction l'a conduit à encourager la formation de ses moines non seulement dans les écritures sacrées, mais aussi dans la littérature profane telle que la philosophie, la littérature historique, la poésie, les sciences ou encore le droit avec, notamment, le Code de Justinien. Cette formation intellectuelle était considérée avec autant d’importance que l’ascèse spirituelle aux yeux de la communauté du monastère. Nicolas a d’ailleurs insisté spécifiquement sur l’importance de l’étude des Pères de l’Église, affirmant que la sagesse de nos ancêtres doit éclairer notre compréhension du présent.
Malgré les persécutions, Saint Nicolas et saint Théodore continuèrent de soutenir la foi de l'orthodoxie, renforçant ainsi le rôle de Stoudion comme bastion de la tradition orthodoxe.

## Conflits Théologiques et Lutte contre l’Iconoclasme
Le rôle de Nicolas dans la défense des icônes le met en conflit direct avec l’autorité impériale, notamment sous le règne de Léon V l'Arménien, qui relance la persécution iconoclaste en 813. L'empereur, apprenant le soutien de Nicolas et de Théodore envers les icônes, les fit arrêter tous deux, flageller, puis incarcérer. Cette persécution sévère est un test de foi pour Nicolas, qui reste inébranlable dans sa conviction que les icônes sont un lien sacré entre le visible et l’invisible, permettant aux croyants d’accéder au mystère divin. Ce n’est que près de sept ans plus tard, à la mort de Léon V l'Arménien, en 820, qu’ils furent libérés. Ils revinrent ensuite dans un monastère près de Constantinople. afin de reprendre leur œuvre monastique. Cependant, neuf ans après, sous l’empereur Théophile, la persécution reprit et toucha une fois de plus Nicolas le Studite. Enfermé comme un prisonnier au monastère de Stoudion, il subit de nombreuses pressions et vexations. Ce n’est qu’au retour de la paix et du rétablissement du culte des icônes, sous la régence de l’impératrice Théodora en 843 qu’il redevint à nouveau un homme libre. Cette liberté ne lui donna pourtant aucune envie de reprendre sa mission, refusant par la suite l’offre de devenir higoumène du monastère pour mieux se préparer à l'éternel repos.
Nicolas est souvent cité pour sa détermination face aux persécutions, notamment à l’aide de lettres écrites pendant son emprisonnement, où il consolidera sa foi: « Que la souffrance soit notre moyen de purification, car même dans l’obscurité, la lumière de la foi brille plus intensément ». Ce passage illustre non seulement sa résilience, mais aussi son engagement envers ses croyances et servira d’exemple.

## Nicolas le Studite et la Littérature Byzantine
Outre son rôle spirituel, Nicolas contribue aussi à la culture byzantine par l’influence de son monastère sur la production de manuscrits. La communauté du Stoudion excelle dans la copie de textes sacrés et théologiques, développant une forme d’écriture appelée « minuscule byzantine », laquelle est plus compacte et rapide à écrire que la majuscule, permettant la production de textes en plus grand nombre. Selon certains historiens, l’invention de la minuscule byzantine aurait eu lieu à Stoudion, dans un contexte de renouveau intellectuel. Certains des plus anciens manuscrits grecs conservés en minuscule — qui aurait été développée exactement à Stoudion entre le huitième et le neuvième siècle — sont attribués à Nicolas. Pas tous, cependant, portent son colophon. Ces manuscrits sont essentiels pour la transmission des œuvres des Pères de l’Église, des Écritures et des textes liturgiques et permettent de garder la tradition orthodoxe locale en vie. Bien que certains des manuscrits attribués à Nicolas ne portent pas son colophon, ils témoignent d’une période de renouveau intellectuel et de préservation du patrimoine chrétien pendant une période hostile.
Les Écrits de Nicolas le Studite en tant que source de la littérature monastique sont également notables. Il est connu pour ses lettres, ses sermons, et ses traités théologiques, qui ont aidé à façonner la pensée chrétienne de son époque. Les écrits de Nicolas ne se contentent pas de traiter des questions théologiques ; ils sont aussi une réflexion sur la vie monastique et le rôle du moine dans le monde.

## Canonisation et Héritage
La canonisation de Nicolas en tant que « saint » et « confesseur » témoigne de son profond impact spirituel au sein de sa communauté au monastère, mais également envers les générations qui l’ont succédé. Ce processus, qui reconnaît officiellement un saint dans la tradition chrétienne, met en lumière des figures exemplaires incarnant des valeurs spirituelles fondamentales. Nicolas est ainsi honoré pour sa fidélité et sa dévotion à l'orthodoxie, ses principes, et sa résistance aux persécutions de son temps.
De nombreux monastères orthodoxes, comme ceux de la Montagne Sainte en Grèce, lui rendent hommage à travers divers rites et célébrations tels que des offices religieux, des prières ou encore des lectures de ses écrits lors de la date de sa commémoration le 4 février, soulignant son rôle dans la tradition monastique et ainsi lui attribuant un rôle central dans la spiritualité byzantine. De plus, dans des régions comme la Roumanie et la Bulgarie, des églises sont dédiées à Nicolas. Ses écrits continuent d'être étudiés, et ses idées influent sur les pratiques monastiques contemporaines. Dans l'histoire byzantine, il est souvent présenté comme « un phare de l'orthodoxie », soit une personnalité qui a su allier sa foi à sa résistance face aux défis de son temps.
Dans les siècles suivants la mort du saint, les moines de Byzance continuent de voir en Nicolas le Studite un modèle d’engagement religieux à suivre. Cette dévotion post-mortem marque l’importance de ses valeurs au sein du monachisme, soit l’obéissance et de la persévérance. Nicolas est d’ailleurs souvent cité pour sa maxime: « Un moine est appelé à être un porteur de paix et de lumière dans un monde de ténèbres ». Son influence persiste également dans les domaines où il se spécialisait de son vivant, notamment les écrits monastiques et les règles de discipline spirituelle, qui sont adoptées dans les monastères de l’Empire byzantin.